# Trpín
Trpín är en ort i Tjeckien.   Den ligger i regionen Pardubice, i den östra delen av landet, 150 km öster om huvudstaden Prag. Trpín ligger 604 meter över havet och antalet invånare är 440.
Terrängen runt Trpín är kuperad söderut, men norrut är den platt. Terrängen runt Trpín sluttar österut. Runt Trpín är det ganska tätbefolkat, med 86 invånare per kvadratkilometer. Närmaste större samhälle är Svitavy, 18,5 km norr om Trpín. Omgivningarna runt Trpín är en mosaik av jordbruksmark och naturlig växtlighet.